# 자부 브레이트만
자부 브레트만(Zabou Breitman, 1959년 10월 30일 ~ )은 프랑스의 배우, 영화 감독이다.

## 작품

### 출연
- 라붐 2 (1982)
- 여전사 그웬돌린 (1984)
- 로라 내사랑 (1985, Une femme ou deux)
- 캥거루의 콤플렉스 (1986)
- 남장 여인 (1988)
- 소파 승진 (1990)
- 나의 사랑하는 사람들 (1992)
- 소나기가 오기 직전 (1992)
- 위기 (1992)
- 부엌 딸린 아파트 (1993)
- 정숙한 자세 (1997)
- 나의 작은 회사 (1999)
- 아름다운 것들 (2001)
- 나르코 (2004)
- 당신 삶의 첫번째 휴일 (2008)
- 노 앤드 미 (2010)
- 미니스터 (2011)
- 나의 조각들 (2012)
- Amitiés sincères (2012)
- 투캅스 인 파리 (2012)
- Le Grand Méchant Loup (2013)
- 24일 (2014)
- 디스카운트 (2014)
- 친구사이 (2015)
- 우리의 미래 (2015)
- 우리 가족 삼총사 (2015)
- 넘버원 전화사기단 (2015)
- 바덴 바덴 (2016)
- 스톱 유어 무비! (2016)
- 박스 27 (2016)
- 히 이븐 헤즈 유어 아이즈 (2016)
- 미스터 앤 미세스 아델만 (2017)

### 연출
- 아름다운 것들 (2001)
- 나는 그녀를 사랑했네 (2009)
- 노 앤드 미 (2010)
- 카불의 제비 (2019)